# Breepleinkerk
De Breepleinkerk is een voormalige gereformeerde kerk in Rotterdam die in 1931 werd gebouwd. Het gebouw staat aan het Breeplein te Rotterdam Zuid, op de hoek van de Randweg en de Breeweg.
De 'Gereformeerde Kerk Rotterdam Zuid (Katendrecht)', die de bouwer was, hield in 2008 op te bestaan. Sinds 2013 wordt door opvolger 'Protestantse Gemeente Rotterdam Zuid' niet meer in het gebouw gekerkt. Stichting 'Vrienden van de Breepleinkerk en van de Orgelzolder' zet zich sindsdien in voor de instandhouding van het kerkgebouw als ontmoetingscentrum, oorlogsherinneringsplaats en markant punt in het stadsbeeld.

## Oorlogsjaren

### Noodhospitaal
Gedurende de meidagen van 1940 lag het Zuiderziekenhuis dicht bij de frontlinie van de gevechten om vliegveld Waalhaven. De patiënten werden daarom overgebracht naar een noodhospitaal in de Breepleinkerk. Een kruis en het woord 'HOSPITAAL' zijn anno 2016 nog vaag te onderscheiden op de buitengevel van de kerk.

### Onderduikers
In 1942 meldde een jonggetrouwd Joods gezin zich bij de kerk en vroeg om onderdak als schuilplaats voor de Duitsers. De koster en zijn vrouw gingen hiermee akkoord, waarna de koster achter het orgel een gat in de zolder zaagde, waardoor er een luik ontstond. In deze ruimte dook het gezin onder.  Oorspronkelijk was de bedoeling voor zes weken, maar uiteindelijk zou het gezin er 34 maanden verblijven. Naarmate de tijd vorderde, spoedde zich een ander gezin naar de dominee, woonachtig aan de Randweg, waar de kerk ook gevestigd is. Ook zij hadden een schuilplaats nodig en de dominee vroeg daartoe de koster of het gezin daar terecht kon. De koster vond dit goed, maar moest toen wel melden dat er al een ander gezin zat. De dominee had al die tijd van niets geweten. De koster zaagde aan de andere kant van de kerk nog een luik en het tweede gezin dook daar onder. De ouders moesten hun kind echter onderbrengen in pleeggezinnen, omdat dit kind eventueel herrie kon veroorzaken. De pleegouders van dit kind kwamen op zondag altijd naar de kerk, samen met het kind. Omdat de echte ouders het kind graag wilden zien vroeg het kostergezin de pleegouders na de dienst op de koffie. Het kind werd de tuin ingestuurd om de kippen te voeden, terwijl de ouders stiekem door een raampje naar hun kind konden kijken en zagen dat het goed ging.
In het eerste gezin werd ondertussen een baby geboren, die opgevoed werd door de dochter van de koster, die daarvoor terug in huis kwam wonen. Deze vrouw had net zelf een kind gekregen en om die reden viel het niet op als er een kind huilde. Het 'illegale' kind mocht alleen in de tuin en de kerk komen. Het natuurlijke kind van de vrouw mocht wel buiten lopen. Opvallend is dat het kind ter wereld is gebracht door Leo Lashley, een oogarts van Surinaamse afkomst.

### Inval
Drie weken voor het eind van de bezetting vielen Duitsers de kerk binnen. Een ondervraagde had verteld dat er wapens in de kerk lagen. De soldaten gingen op zoek, maar vonden niets. Een onderduiker zat op dat moment een spelletje te spelen met de koster en kon niets anders dan wegduiken onder het bed van de koster. De soldaten waren echter zo gefixeerd op wapens dat ze de rest over het hoofd zagen. De onderduikers werden dan ook niet gevonden. Drie weken later werd de bevrijding gevierd en waren ook deze twee gezinnen vrij.

### Nagedachtenis
In 2011 werd aan de kerk een herinneringsbord over de onderduikers onthuld door burgemeester Ahmed Aboutaleb. Aboutaleb heeft de gebeurtenissen ook opgenomen in zijn essay 'Tussen droom en daad'. Daarnaast verscheen 'Het geheim van het Breeplein', een jeugdboek over de Breepleinkerk als onderduikadres door Jan Vermeulen.